# Przeklęta wyspa (film 1996)
Przeklęta wyspa (ang. Dead Man’s Island) – dreszczowiec zrealizowany w 1996 roku z udziałem Williama Shatnera i Barbary Eden, oparty na powieści mistrzyni kryminału Agathy Christie I nie było już nikogo (And Then There Were None).

## Obsada
- Barbara Eden – dziennikarka Henrietta O’Dwyer Collins
- William Shatner – potentat finansowy Chase Prescott
- Roddy McDowall – prawnik Trevor Dunnaway
- Morgan Fairchild – aktorka Valerie St. Vincent
- Traci Lords – Miranda Prescott, obecna żona Chase’a
- David Faustino – Haskell Prescott, pasierb Chase’a
- Christopher Atkins – Roger Prescott, syn Chase’a
- Jameson Parker – Lyle Stedman
- Olivia Hussey – Rosie, pomoc domowa
- Christopher Cazenove – Milo, mąż Rosie
- Don Most – Burton Andrews

## Fabuła
Potentat finansowy Chase Prescott popada w kłopoty i grozi mu bankructwo. Podejrzewa, że mógł paść ofiarą spisku, który zagraża jego życiu i majątkowi. Zaprasza do swojej położonej na wyspie posiadłości znaną dziennikarkę Henriettę O’Dwyer Collins, specjalizującą się w dziennikarstwie śledczym. Ma nadzieję, że ona pomoże rozwikłać sprawę spisku.